# 老正兴
老正兴菜馆是中国上海的一家传统餐饮名店，创始于1862年，属于苏锡菜菜馆，以制作江南河鲜著称，是中华老字号之一。菜餚有银鱼炒蛋、油爆虾、下巴划水、腐乳肉、烧圈子、砂锅鱼头、炒鳝糊等。
老正兴总店位于黄浦区福州路556号(原在山东路) ，另在靜安区共和新路设有分店。
2016年起，老正兴连续多年被《米其林指南》评为一星级餐厅。